# The Undoing
The Undoing ist eine US-amerikanische Fernsehserie, die auf dem 2014 erschienenen Roman You Should Have Known von Jean Hanff Korelitz (deutscher Titel: Du hättest es wissen können) basiert. Sie wurde von David E. Kelley geschrieben und produziert sowie von Susanne Bier inszeniert. Die Miniserie ist mit Nicole Kidman und Hugh Grant in den Hauptrollen besetzt und feierte am 25. Oktober 2020 auf dem Pay-TV-Sender HBO Premiere.

## Besetzung und Synchronisation
Die Serie wurde bei der Interopa Film in Berlin synchronisiert. Markus Engelhardt schrieb die Dialogbücher, Clemens Frohmann führte die Dialogregie.
| Figur                   | Darsteller          | Deutscher Sprecher      |
| ----------------------- | ------------------- | ----------------------- |
| Grace Fraser            | Nicole Kidman       | Petra Barthel           |
| Jonathan Fraser         | Hugh Grant          | Patrick Winczewski      |
| Detective Joe Mendoza   | Édgar Ramírez       | Alexander Doering       |
| Henry Fraser            | Noah Jupe           | Freddy Antoine Gerberon |
| Sylvia Steineitz        | Lily Rabe           | Cathlen Gawlich         |
| Elena Alves             | Matilda De Angelis  | Lea Kalbhenn            |
| Miguel Alves            | Edan Alexander      | Kilian Schmidt-Foß      |
| Detective Paul O’Rourke | Michael Devine      | Gerrit Schmidt-Foß      |
| Franklin Reinhardt      | Donald Sutherland   | Jürgen Kluckert         |
| Fernando Alves          | Ismael Cruz Córdova | Nick Forsberg           |
| Haley Fitzgerald        | Noma Dumezweni      | Anke Reitzenstein       |
| Robert Connaver         | Jeremy Shamos       | Frank Röth              |
| Catherine Stamper       | Sofie Gråbøl        | Katrin Fröhlich         |
| Robert Adelman          | Douglas Hodge       | Michael Iwannek         |
| Dr. Stuart Rosenfeld    | Jason Kravits       | Tobias Lelle            |
| Janet Fraser            | Rosemary Harris     | Barbara Adolph          |

## Episodenliste
| Nr. | Deutscher Titel          | Originaltitel    | Erstausstrahlung USA | Deutschsprachige Erstausstrahlung (D/AT/CH) |
| --- | ------------------------ | ---------------- | -------------------- | ------------------------------------------- |
| 1 | Du ahnst es nicht        | The Undoing      | 25. Okt. 2020        | 30. Nov. 2020                               |
| Grace Fraser ist eine erfolgreiche Psychologin, die mit ihrem Ehemann Jonathan, einem Onkologen, und ihrem kleinen Sohn Henry, der die private Eliteschule Reardon School besucht, in Manhattan lebt. Grace hilft einigen der anderen Reardon-Eltern bei der Planung einer Auktionsveranstaltung, bei der sie eine rätselhafte Frau namens Elena kennenlernt. Grace begegnet Elena in den nächsten Tagen immer wieder: einmal in einem Fitnessstudio, wo eine nackte Elena auf sie zukommt und sich zu ihrer „Freundlichkeit“ äußert, und später bei der Auktion selbst, wo Grace Elena in der Toilette weinen sieht und sie tröstet. Als sie die Veranstaltung verlässt, küsst Elena Grace im Aufzug auf die Lippen. Am nächsten Tag wird Elenas Leiche in ihrem Künstleratelier von ihrem kleinen Sohn, ebenfalls ein Reardon-Schüler, entdeckt. Die Polizei stuft den Fall als Mord ein und befragt Grace und ihre Freunde; Elenas Ehemann wird als möglicher Verdächtiger vermerkt. Grace versucht, Jonathan zu erreichen, der angeblich auf einer Onkologiekonferenz in Cleveland ist, stellt jedoch fest, dass er sein Smartphone in ihrer Wohnung vergessen hat. Grace kann den Aufenthaltsort ihres Mannes nicht ausfindig machen.                                                                                      |                          |                  |                      |                                             |
| 2 | Wo ist Jonathan?         | The Missing      | 1. Nov. 2020         | 30. Nov. 2020                               |
| Grace macht sich zunehmend Sorgen um ihren Mann und versucht, ihn ausfindig zu machen. Ein Besuch und eine Befragung durch Detective Joe Mendoza zeigen, dass Jonathan nicht mehr im Krankenhaus beschäftigt ist. Seine Kündigung beruht auf Vorwürfen eines unangemessenen Kontakts mit Elena. Es wird festgestellt, dass Elenas Ehemann Fernando ein Alibi hat, was Jonathan zum Hauptverdächtigen macht. Als Grace nach Hause zurückkehrt, findet sie die Polizei vor, die eine Hausdurchsuchung durchführt und ihr mitteilt, dass sie beabsichtigt, einen Vaterschaftstest an Elenas kleiner Tochter durchzuführen. Um die Aufmerksamkeit der Medien zu vermeiden, nimmt Grace Henry mit zu ihrem Strandhaus. Dort überrascht Jonathan Grace und gibt seine Untreue zu, besteht aber darauf, dass er Elena nicht ermordet hat. Während Jonathan Henry umarmt, ruft Grace die Polizei an. |                          |                  |                      |                                             |
| 3 | Nicht schuldig           | Do No Harm       | 8. Nov. 2020         | 7. Dez. 2020                                |
| Die Polizei trifft per Hubschrauber ein und verhaftet Jonathan. Die Ermittler enthüllen, dass Jonathan der Vater von Elenas Tochter ist. Es gibt eine kurze Gerichtsverhandlung, und er kommt ins Gefängnis. Fernando stellt Grace zur Rede. Grace informiert später die Polizei und sagt, dass sie sich bedroht fühlte. Die Polizei weist darauf hin, dass Grace auch eine Verdächtige ist, und sie fragt, warum. Die Polizei zeigt ihr daraufhin ein Video von einer Außenkamera rund um den Ort des Mordes, in der Nacht des Mordes. Das Video zeigt Grace bei einem nächtlichen Spaziergang. |                          |                  |                      |                                             |
| 4 | Augen auf                | See No Evil      | 15. Nov. 2020        | 7. Dez. 2020                                |
| Weitere Kameraaufnahmen zeigen, dass Grace in der Nacht des Mordes mehrmals durch dieselbe Gegend geht, was sie als Verdächtige ausschließt. Grace’ Vater Franklin Reinhardt arrangiert widerwillig Jonathans Kaution und engagiert Haley Fitzgerald als ihre Verteidigerin für den Prozess. Die Detectives enthüllen Grace, dass Elena durch Aktzeichnungen eine Besessenheit von ihr entwickelt hatte. Jonathan versucht, mit Fernando über den Mord an Elena zu sprechen. Fernando will nichts mit Jonathan zu tun haben, aber er erlaubt Jonathan, sich um Elenas Tochter zu kümmern. Haley arrangiert ein Fernsehinterview mit Jonathan, um sein öffentliches Image für den Prozess zu formen. Jonathan behauptet, er wisse, wer Elena getötet haben könnte. |                          |                  |                      |                                             |
| 5 | Keine Trauer, keine Reue | Trial by Fury    | 22. Nov. 2020        | 14. Dez. 2020                               |
| Der Gerichtsprozess gegen Jonathan geht weiter. Seine Anwältin versucht, begründete Zweifel an Jonathans Schuld zu wecken und deutet an, dass Fernando ein Verdächtiger sein könnte, die Polizei diese Möglichkeit aber verworfen hat. Als sie Fernando ins Kreuzverhör nimmt, fragt sie, ob seine Frau bei einem Psychiater war, was sie war, und auch, ob er bei einem ist, was er verneint. Sie befragt dann den Polizeibeamten, der zugibt, dass er Fernando nicht als Verdächtigen angesehen hat, und lügt, dass es sonst niemanden gab. Die Anwältin zeigt dann das Video von Grace. Jonathan verrät Grace, dass er mit 14 Jahren versehentlich die Tür offen gelassen hat, wodurch seine 4-jährige Schwester von einem Auto getötet wurde. Grace ruft seine Mutter Janet an, die sagt, dass Jonathan nie Trauer oder Reue gezeigt hat und sich als Erwachsener von seiner Familie entfremdete. Grace findet die Hammer-Mordwaffe im Geigenkoffer ihres Sohnes. |                          |                  |                      |                                             |
| 6 | Blutige Wahrheit         | The Bloody Truth | 29. Nov. 2020        | 14. Dez. 2020                               |
| Henry enthüllt, dass er den Hammer im Kamin des Strandhauses der Familie gefunden und danach versteckt hat, um zu verhindern, dass sein Vater verhaftet wird. Während des Prozesses sagt Jonathan aus und gibt seine Untreue zu, beharrt aber auf seiner Unschuld am Mord an Elena. Haley holt Miguel in den Zeugenstand, wo Miguel vermutet, dass Fernando Elena missbraucht hat. Grace möchte in den Zeugenstand treten, und nachdem sie behauptet hat, Jonathan sei ein Mann mit Einfühlungsvermögen, bringt Staatsanwältin Stamper sie dazu, ihr Gespräch mit seiner Mutter wiederzugeben. Jonathan und Haley erkennen, dass Grace als Zeugin auftreten wollte, um indirekt mitteilen zu können, dass sie inzwischen von Jonathans Schuld überzeugt ist. Da Jonathans Verurteilung so gut wie sicher ist, bittet er Henry vor der Urteilsverkündung zum Frühstück, was sich jedoch als Trick herausstellt, damit Jonathan mit Henry fliehen kann. Rückblenden zeigen, dass Jonathan Elena ermordet hat, nachdem er ihr befohlen hatte, sich von seiner Familie fernzuhalten. Nachdem er von der Polizei gejagt und fast von einem Lastwagen überfahren wurde, droht Jonathan, von einer Brücke zu springen und Selbstmord zu begehen. Grace kommt per Hubschrauber, um Henry zu retten, und die Polizei verhaftet Jonathan. |                          |                  |                      |                                             |

## Produktion

### Entwicklung
Am 12. März 2018 wurde bekannt gegeben, dass HBO der Produktion einen Serienauftrag erteilt hat. Die Miniserie wurde von David E. Kelley geschrieben, der neben Nicole Kidman, Per Saari und Bruna Papandrea auch als Executive Producer fungiert. Zu den Produktionsfirmen, die an der Serie beteiligt sind, gehören Blossom Films, Made Up Stories und David E. Kelley Productions. Am 7. November 2018 wurde berichtet, dass Susanne Bier bei allen Folgen der Serie Regie führen und als Executive Producer fungieren würde. Am 8. März 2020 wurde bekannt gegeben, dass die Serie am 10. Mai 2020 Premiere feiern sollte. Die Premiere wurde jedoch später aufgrund der COVID-19-Pandemie auf den 25. Oktober 2020 verschoben.

### Casting
Zusammen mit der Ankündigung der Serie wurde bestätigt, dass Nicole Kidman nicht nur als ausführende Produzentin an der Serie beteiligt, sondern auch in der weiblichen Hauptrolle der Serie zu sehen sein wird. Im November 2018 wurde bekannt gegeben, dass Hugh Grant für die Rolle des Jonathan Fraser und Donald Sutherland für die Rolle des Franklin Reinhardt in der Serie unterschrieben hatten. Am 28. Januar 2019 wurde bekannt, dass Henry Fraser von Noah Jupe dargestellt werden würde. Im März 2019 wurden weitere Besetzungen bekannt, darunter Fala Chen als Jolene McCall, Édgar Ramírez als Detective Joe Mendoza, Lily Rabe in der Rolle der Sylvia Steinetz, Ismael Cruz Córdova als Fernando Alves und Matilda De Angelis als Elena Alves. Im April 2019 wurde bekannt gegeben, dass Noma Dumezweni die Rolle der Haley Fitzgerald und Michael Devine die Rolle des Detective Paul O’Rourke übernehmen würden.

### Dreharbeiten
Die Serie wurde in New York City und Kingston im Bundesstaat New York gedreht. Geplante Dreharbeiten auf Shelter Island wurden aufgrund von Einwänden der Anwohner abgesagt, weshalb die Strand- und Strandhausszenen stattdessen auf der North Fork von Long Island gedreht wurden.

## Rezeption
Auf der Webseite Rotten Tomatoes hält The Undoing eine Bewertung von 77 Prozent basierend auf 90 englischsprachigen Kritiken, mit einer Durchschnittswertung von 7,13/10. Das Fazit der Seite lautet: „The Undoing ist eine wunderschön gedrehte Mystery-Serie, die stark von Nicole Kidmans und Hugh Grants Darbietungen profitiert – wenn nur die Handlung so stark wie die Kraft der Hauptdarsteller wäre.“ Bei Metacritic erhielt die Serie einen Metascore von 64/100, basierend auf 32 ausgewerteten Kritiken.
Alan Sepinwall, der die Miniserie für den Rolling Stone rezensierte, gab ihr 2 von 5 Sternen und schrieb: „Es ist alles extrem routiniert, wie eine erweiterte Version eines Mid-Budget-Films aus den Neunzigern, in dem Kidman und Grant auf dem jeweiligen Höhepunkt ihres Ruhms mitgespielt hätten.“